# Zvonimir Lončarić
Zvonimir Lončarić Riba(13. ožujka 1927. – 11. studenoga 2004.) hrvatski je kipar te slikar i grafičar.Režirao je i nekoliko animiranih filmova za Zagreb Film (1 × 1 = 1, 1964; Bijeg, 1969; Žderi, 1973; Gosti, 1977), te je na više njih radio kao crtač,odnosno slikar pozadine - između ostalog i na Surogatu Dušana Vukotića,filmu koji 1962 dobio nagradu Oskar za animirani film,te je i dan danas jedan od najnagrađivanijih hrvatskih filmova.

Diplomirao je na Akademiji primijenjenih umjetnosti u Zagrebu 1956.Bavio se i scenografijom,te grafikom i dizajnom igračaka.Kao njegovo najpoznatije djelo spomenimo Pijetla s gazdaricom(poliester) ,postavljenog ispred Muzeja prehrane u Koprivnici, Pijetla (drvo)postavljenog ispred poslovne zgrade tvornice Podravka u Koprivnici te Putokaz postavljen 2007. na Savskom nasipu u Zagrebu.

## Vanjske poveznice
- Zvonimir Lončarić,Bijeg(1969.)